# Ðiện Biên Phủ
Pour le film, voir Diên Biên Phu (film).
Pour les articles homonymes, voir DBP.
Ðiện Biên Phủ (/ɗîənˀ ɓīən fû/), aussi orthographié Diên Biên Phu en français (abrégé en DBP), est une ville et un huyện (district) du nord du Viêt Nam dans la province de Điện Biên, de la région du Nord-Ouest du Viêt Nam, elle-même située dans le haut Tonkin, au cœur du pays Taï (pays des Tai Dam, thaïs noirs).
Ðiện désigne une administration, Biên un espace frontalier et Phủ un district, soit, en termes francisés, « chef-lieu d'administration préfectorale frontalière ». Son nom d'origine Muong Tènh signifie en langues taï « ville du ciel » ; mueang désigne un lieu, un pays, et tènh le ciel.
Sa capitale est Ðiện Biên Phủ-Ville (Thành Phố Ðiện Biên Phủ) qui est une ville moyenne, en plein développement, dont la population  projetée pour 2020 est d'environ 150 000 habitants.
Ðiện Biên Phủ est surtout connue pour la bataille du même nom qui se déroula du 20 novembre 1953 au 7 mai 1954, lors de la guerre d'Indochine.

## Histoire

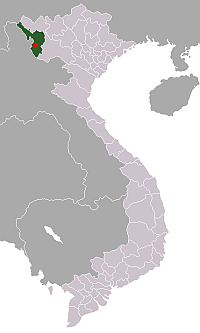
Localisation de Ðiện Biên Phủ dans la province de Điện Biên.

### Seconde Guerre mondiale
Le 17 mars 1945, après le coup de force japonais, le Gaur K du Corps léger d'intervention du capitaine Cortadellas est parachuté à Diên Biên Phu. Aux ordres du général Alessandri, il va, en élément retardateur, avec 80 légionnaires rescapés du 3/5 REI, assurer face aux Japonais les arrières de la « colonne Alessandri » en retraite vers la Chine, sur des centaines de kilomètres de pistes en haute région, combattant, notamment le 11 avril, à Houei Houn, le 15 avril, à Muang Khua, le 21, à Boun Tai, le 22, à Muong Yo.

### Guerre d'Indochine
Le 20 novembre 1953 a lieu l'opération Castor, qui voit l'armée française s'emparer de la plaine de Diên Biên Phu et constituer un camp fortifié. La bataille de Diên Biên Phu se solda le 7 mai 1954 par une victoire capitale du Việt Minh contre l'Union française et entraîna la fin de la guerre d'Indochine.